# Leptostylis petiolata
Espèce
Statut de conservation UICN

 VU B1+2c : Vulnérable
Classification phylogénétique
Leptostylis petiolata est une espèce de plantes à fleurs de la famille des Sapotaceae. C'est un arbuste endémique à la Nouvelle-Calédonie.

## Synonymes
- Pycnandra petiolata

## Répartition
Endémique aux forêts denses humides de Nouvelle-Calédonie.

## Conservation
L'espèce est menacée par la déforestation et l'exploitation minière.